# Australian National Kennel Council
Australian National Kennel Council (ANKC) är Australiens nationella kennelklubb som är associerad medlem i den internationella kennelfederationen Fédération Cynologique Internationale (FCI). Den är de australienska hundägarnas intresse- och riksorganisation och för nationell stambok över hundraser. Organisationen grundades 1949. Huvudkontoret ligger i Sydney.